# كرونة (عملة)
كرونة هي الترجمة الإنجليزية لوحدة العملة المستخدمة في النرويج والسويد والدنمارك (بما في ذلك جزر فارو وجرينلاند) وأيسلندا وجمهورية التشيك.

## أسماء بديلة
"كرونة"، أو ما يعادله في اللغات الأخرى، مشتق من الكلمة اللاتينية كورونا. الرمز للكرونة عادة هو "kr". بعض البلدان تستخدم رمزًا آخر لها مثل Íkr، -، Kč.[بحاجة لمصدر]
يعتمد الاسم المحلي للكرونة على اللغة الرسمية للبلاد.[بحاجة لمصدر]

### الاستخدام الحالي
- التشيكية: الكرونة
- النرويجية والدنماركية: الكرونة
- الأيسلندية والفاروية: الكرونة
- السويدية: الكرونة
- السامية الشمالية: روفنا

### الاستخدام التاريخي
- الإستونية: كرون
- كرونة (الحرف الكبير k)
- المجرية : كورونا
- السلوفاكية: كرونة

## الاستخدام الحالي للعملات التي تسمى الكرونة
| الدولة         | العملة             | الفترة        | ملاحظات                            |       |
| -------------- | ------------------ | ------------- | ---------------------------------- | ----- |
| جمهورية التشيك | الكورونا التشيكية  | 1993–حتى الآن | استُبدلت بالكورونا التشيكوسلوفاكية. |       |
| الدنمارك       | الكرونة الدنماركية | 1873–حتى الآن | استُبدلت بريغسدالر                  |       |
| جزر فارو       | الكرونا الفاروية   | 1949–حتى الآن | شكل من أشكال الكرونة الدنماركية.   |       |
| آيسلندا        | الكرونا الأيسلندية | 1922–حتى الآن | استُبدلت بالكرونة الدنماركية.       |       |
| النرويج        | الكرونة النرويجية  | 1875–حتى الآن | استُبدلت بالسبيديلر النرويجي.       | [ 1 ] |
| السويد         | الكرونا السويدية   | 1873–حتى الآن | استُبدلت بريكسدالر السويدي          | [ 1 ] |

## الاستخدام التاريخي للعملات التي تسمى الكرونة
| البلد                          | العملة                         | الفترة               | الحواشي                                                | المرجع |
| ------------------------------ | ------------------------------ | -------------------- | ------------------------------------------------------ | ------ |
| النمسا                         | الكرونة النمساوية              | 1918–1925            | حلّ محلها الشلن النمساوي.                               |        |
| بلجيكا                         | الكرونينثالر الهولندي النمساوي | 1755–1794            | حلّ محلها الفرنك الفرنسي                                |        |
| الإمبراطورية النمساوية المجرية | الكرونة النمساوية المجرية      | 1892–1918            | حلّ محلها الكرونة النمساوية والكورونة المجرية.          |        |
| محمية بوهيميا ومورافيا         | الكرونة البوهيمية والمورافية   | 1939–1945            | حلّ محلها كورونا التشيكوسلوفاكية.                       |        |
| تشيكوسلوفاكيا                  | كورونا التشيكوسلوفاكية         | 1919–1939; 1945–1993 | حلّ محلها الكورونا التشيكية والكورونا السلوفاكية.       | [ 2 ]  |
| إستونيا                        | الكرون الإستوني                | 1928–1940; 1992–2011 | الروبل السوفيتي تستخدم في ما بينهما. حلت محلها اليورو. |        |
| ولاية فيومي الحرة [الإنجليزية] | الكرونة الفيومية               | 1919–1920            | حلّ محلها الليرة الإيطالية                              |        |
| مملكة المجر (1920–1946)        | الكورونا المجرية               | 1919–1926            | مهجورة بسبب التضخم. حلت محلها البينغو المجري.          |        |
| ليختنشتاين                     | كرون ليختنشتاين                | 1898–1921            | حلّ محلها فرنك ليختنشتاين                               |        |
| سلوفاكيا                       | الكورونا السلوفاكية            | 1939–1945; 1993–2008 | حلّ محلها اليورو.                                       |        |
| مملكة يوغوسلافيا               | الكرونة اليوغوسلافية           | 1918–1920            | حلّ محلها الدينار اليوغوسلافي                           |        |